# Narcís Pla i Deniel
Narcís Pla i Deniel   (Barcelona, 1867 - Barcelona, 1934) fou un advocat i polític català, germà del cardenal i arquebisbe de Toledo Enric Pla i Deniel, diputat a les Corts Espanyoles durant la restauració borbònica.

## Biografia
Era fill d'una acabalada família que tenia residència a Caldes de Malavella. El pare era Narcís Pla i Masgrau paleta, natural de Caldes de Malavella i la mare Emília Deniel Calonja de Sant Pere de Roda. Germà de Enric Pla i Deniel. Es va casar amb Rosa Carreras i Vilaró (†1902) i varen ser pares de Narcís Pla i Carreras.
Llicenciat en dret a la Universitat de Barcelona, hi va contactar amb Enric Prat de la Riba, amb qui fundà la Revista Jurídica de Catalunya, on hi va publicar els seus estudis sobre dret civil català. També va presidir l'Acció Social Popular, fundada el 1907 a Barcelona pel jesuïta Gabriel Palau, des d'on defensà les unions professionals per oficis i es mostrà contrari als sindicats.
Actiu en política, el 1903 fou escollit regidor de l'ajuntament de Barcelona com a catòlic independent. Posteriorment milità a la Federació Monàrquica Autonomista, amb la que fou elegit diputat a Corts Espanyoles pel districte electoral de Girona a les eleccions generals espanyoles de 1920 i 1923, on hi pronuncià el discurs Espanya i el regionalisme català. Des del 1921 s'atorga un premi amb el seu nom als Jocs Florals de Girona.
La casa familiar es troba al centre de Caldes de Malavella, un bonic casal d'estil neoclàssic que Pla i Deniel va convertir en un centre per l'alta societat on organitzava tornejos de tennis a la part posterior. L'any 1919 Pla i Deniel, fill adoptiu i predilecte de Caldes, va fer una donació de 30.000 pessetes per restaurar l'edifici de l'Ajuntament de Caldes i per a la construcció de les noves escoles, edifici que acull actualment la Biblioteca Municipal Francesc Ferrer i Guàrdia. Té un carrer dedicat a Caldes de Malavella.

## Obres
- La ley del progreso (1895)
- Por los sindicatos obreros (1911)
- Sindicats i Unions professionals (1912)